# Slovenska republiška liga 1985-1986
La Slovenska republiška nogometna liga 1985./86. (it. "Campionato calcistico della Repubblica di Slovenia 1985-86") fu la trentottesima edizione del campionato della Repubblica Socialista di Slovenia. Era uno dei gironi delle Republičke lige 1985-1986, terzo livello della piramide calcistica jugoslava.
Il campionato venne vinto dal Maribor, al suo quinto titolo nella slovenia repubblicana (su cinque partecipazioni).

Questo successo diede ai viola la promozione diretta in Druga Liga 1986-1987.
Il capocannoniere del torneo fu Jože Prelogar, del Maribor, con 30 reti.
L'Olimpia Lubiana era la favorita del torneo, ma dopo il girone d'andata era solo all'undicesimo posto. Nel ritorno i bianco-verdi salirono fino al terzo posto, pur non entrando mai nella lotta per il titolo.

## Squadre partecipanti
| Squadra    | Città         | Stagione 1984-85 | Stagione 1984-85   |
| Squadra    | Città         | Pos.             | Divisione          |
| ---------- | ------------- | ---------------- | ------------------ |
| Olimpija   | Lubiana       | 15°              | Druga liga Ovest   |
| Maribor    | Maribor       | 16°              | Druga liga Ovest   |
| Rudar (Tr) | Trbovlje      | 2º               | Slovenska liga     |
| Slovan     | Lubiana       | 3°               | Slovenska liga     |
| Vozila     | Nova Gorica   | 4°               | Slovenska liga     |
| Kovinar    | Maribor       | 5°               | Slovenska liga     |
| Triglav    | Kranj         | 6°               | Slovenska liga     |
| Železničar | Maribor       | 7º               | Slovenska liga     |
| Rudar (Ve) | Velenje       | 8°               | Slovenska liga     |
| Kladivar   | Celje         | 9°               | Slovenska liga     |
| Mura       | Murska Sobota | 10º              | Slovenska liga     |
| Ilirija    | Lubiana       | 11°              | Slovenska liga     |
| Domžale    | Domžale       | 1°               | Območna liga Ovest |
| Aluminij   | Kidričevo     | 1°               | Območna liga Est   |

## Classifica
|                      | Pos. | Squadra            | Pt | G  | V  | N  | P  | GF | GS | DR  |
| -------------------- | ---- | ------------------ | -- | -- | -- | -- | -- | -- | -- | --- |
|                      | 1.   | Maribor            | 40 | 26 | 17 | 6  | 3  | 66 | 18 | +48 |
|                      | 2.   | Triglav            | 37 | 26 | 17 | 3  | 6  | 54 | 40 | +14 |
|                      | 3.   | Olimpia Lubiana    | 36 | 26 | 16 | 4  | 6  | 45 | 20 | +25 |
|                      | 4.   | Slovan Lubiana     | 33 | 26 | 11 | 11 | 4  | 43 | 20 | +23 |
|                      | 5.   | Rudar Trbovlje     | 29 | 26 | 11 | 7  | 8  | 42 | 39 | +3  |
|                      | 6.   | Mura               | 28 | 26 | 12 | 4  | 10 | 42 | 35 | +7  |
|                      | 7.   | Domžale            | 26 | 26 | 9  | 8  | 9  | 21 | 25 | −4  |
|                      | 8.   | Rudar Velenje      | 24 | 26 | 8  | 8  | 10 | 29 | 31 | −2  |
|                      | 9.   | Kovinar Maribor    | 23 | 26 | 6  | 11 | 9  | 31 | 42 | −11 |
|                      | 10.  | Vozila             | 22 | 26 | 6  | 10 | 10 | 32 | 42 | −10 |
|                      | 11.  | Železničar Maribor | 21 | 26 | 8  | 5  | 13 | 31 | 45 | −14 |
|                      | 12.  | Kladivar Celje     | 19 | 26 | 5  | 9  | 12 | 29 | 44 | −15 |
|                      | 13.  | Ilirija            | 14 | 26 | 3  | 8  | 15 | 23 | 45 | −22 |
|                      | 14.  | Aluminij           | 12 | 26 | 3  | 6  | 17 | 25 | 66 | −41 |
| Fonte: nkmaribor.com |      |                    |    |    |    |    |    |    |    |     |

Legenda:
      Promosso in Druga Liga 1986-1987.
      Retrocesso nella divisione inferiore.
Note:
Due punti a vittoria, uno a pareggio, zero a sconfitta.

## Divisione inferiore
| Girone                                                                  | Vincitore      | 2º posto                | 3º posto      |
| ----------------------------------------------------------------------- | -------------- | ----------------------- | ------------- |
| Območna liga Ovest                                                      | ŽNK Lubiana    | Stol Kamnik             | Jadran Dekani |
| Območna liga Est                                                        | Elkroj Mozirje | Partizan Slovenj Gradec | Dravinja      |
| In grassetto le squadre promosse in Slovenska republiška liga 1986-1987 |                |                         |               |